# Bolszoje Ignatowo
Bolszoje Ignatowo (ros. Большое Игнатово) – wieś (sieło) w Rosji, w Mordowii, ośrodek administracyjny rejonu bolszeignatowskiego. W 2010 liczyła 2942 mieszkańców.